# González Videla
Base Presidente Gabriel González Videla – chilijska stacja antarktyczna nad Paradise Harbor na Ziemi Grahama.
Patronem stacji jest Gabriel Gonzalez Videla, prezydent Chile w latach 1946–1952 i pierwsza głowa państwa, która odwiedziła Antarktydę (w lutym 1948). Stacja została założona 12 marca 1951 i w różnych okresach wypełniała różnorodne funkcje. Obecnie jest wykorzystywana w okresie letnim (grudzień-kwiecień) - Paradise Bay jest jednym z najczęściej odwiedzanych miejsc Antarktydy, w tym również w celach turystycznych - i może w niej mieszkać do 15 osób. W pobliżu znajduje się kolonia pingwina białobrewego, a także tablica upamiętniająca Thomas Bagshawe'a i M.C. Lestere, Brytyjczyków zimujących w tym miejscu w latach 1921–1922.